# أكبر أباد (مقاطعة دلفان)
اكبرآباد (بالفارسية: اکبرآباد) هي قرية تقع في Nurabad Rural District في إيران. يقدر عدد سكانها بـ 372 نسمة بحسب إحصاء 2016.